# مراقبت سلامتی همگانی

۵۸ کشور دارای مراقبت سلامتی همگانی در سال ۲۰۰۹ بر اساس Stuckler, et al.

مراقبت سلامتی همگانی که گاهی به آن پوشش سلامت همگانی، پوشش همگانی یا مراقبت همگانی گفته می‌شود، معمولاً نظام مراقبت سلامتی است که برای همهٔ شهروندان یک کشور خاص مراقبت سلامتی و حفاظت مالی فراهم می‌کند. این نظام به صورت بستهٔ مشخصی از مزایا برای همهٔ اعضای یک جامعه با هدف غایی فراهم آوردن حفاظت در برابر ریسک مالی، بهبود دسترسی به خدمات سلامتی، و بهبود نتایج سلامتی سازمان می‌یابد. مراقبت سلامتی همگانی به معنای پوشش همه چیز برای همه نیست.